# Differenz (Philosophie)
Das Wort Differenz (lat. differentia: Verschiedenheit, Unterschied) wird in unterschiedlichen philosophischen Theorien und Problemzusammenhängen unterschiedlich verwendet. Dabei haben sich verschiedentlich Kontinuitäten ergeben, also ähnliche Verwendungsweisen in ähnlichen Themenfeldern. Da Differenz oft als Gegenbegriff zu Identität gebraucht wird (was nicht identisch ist, ist verschieden), ergibt sich die Bedeutung des ersteren Ausdrucks oft aus dem Gebrauch, welcher von letzterem gemacht wird.

## Systematische Aspekte
Sowohl in klassischen (insbesondere scholastischen und frühneuzeitlichen), epistemologischen (also etwa: was erscheint warum und auf welche Weise verschieden bzw. wie lässt sich Differentes erkennen) und ontologischen (also: was ist verschieden, und zwar in der bewusstseinsunabhängigen Realität) Theorien wie auch in analytischen Debatten spätestens seit Anfang des vergangenen Jahrhunderts bis heute verknüpfen sich mit dem Ausdruck Differenz Fragen bezüglich der Individuation, Identifikation, Konstitution und Identität von Objekten und den Kriterien derselben (nicht immer unter ebendiesen Kennzeichnungen) und der Mereologie. Denn wenn man erklären kann, was „macht“, dass etwas ein und dasselbe Objekt ist, kann man auch erklären, was zwei Objekte zu verschiedenen Objekten macht. Anders gesagt: was es heißt, von Differenz zu sprechen, ergibt sich erst im Rahmen bestimmter ontologischer (oder semantischer bzw. epistemologischer) Theorien. Dabei unterscheidet man oft und seit langem verschiedene Typen der Differenz, etwa numerische, begriffliche bzw. qualitative oder wesensmäßige (so etwa Duns Scotus mit der Rede von qualitativ „farblosen“ haecceitates).
Wenn man derartigen Fragen nicht im Rahmen eines ontologischen Realismus, sondern etwa eines Idealismus oder eines transzendentalphilosophischen oder strikt bewusstseinstheoretischen Rahmens behandelt, verkompliziert sich die Problemstellung weiter.

## Historische Aspekte
Aristoteles (bzw. seine Übersetzer) verwendet „different“ für das „Anderssein von Dingen“ (Met. Δ9 1018a12) hinsichtlich Art, Gattung oder bestimmten Relationen. Er zählt die Differenz zu den → Prädikabilien.
Thomas von Aquin unterscheidet eine differentia accidentalis communis (verschiedene veränderliche Zustände desselben Individuums z. B. Kind und Erwachsener); eine differentia numerica (verschiedene Exemplare derselben Art z. B. Menschen aus Asien, Afrika); eine differentia specifica (artbildender Unterschied, der die Arten derselben Gattung unterscheidet) und diversitas (Unterschied von Gattungen, die nur noch analog nach Quantität oder Qualität übereinkommen).
Im deutschen Idealismus wird Differenz meist als Gegenbegriff zum zentralen terminus technicus Identität verwendet.
Einer der bekanntesten Ausdrücke Martin Heideggers ist seine Rede von ontologischer Differenz. Dies bedeutet eine Differenz von Seiendem (all den Objekten in der Realität) und dem durch das Wort Sein angezeigten Modus, dem, was „macht“, dass sie sind. Letztere Frage habe die vorherige ontologische Theoriebildung zumindest nicht in dem Sinne behandelt, den Heidegger ihr gibt, weshalb er klassische metaphysische Theorien kritisiert.
Zahlreiche französische Theoretiker sind seit den 1960er Jahren ebenfalls dafür bekannt geworden, weite Teile klassischer metaphysischer Theoriebildung zu kritisieren, weil sie zu sehr einer Logik der Identität verfallen seien, was etwa bedeutet, dass Individuelles vorschnell auf Begriffe gebracht werde (als ein Objekt eines bestimmten Typs identifiziert werde), so dass dessen Individualität und je bestehende Andersheit gegenüber allen Klassifikationen, Normierungen und dergleichen getilgt werde. Andererseits kann im Rahmen einer Metaphysikkritik mit dem Vorwurf des „Identitätsdenkens“ ein erstes Prinzip gemeint sein, das klassische Theorien an ihren Anfang setzen, wahlweise ein Prinzip metaphysischer Natur (das Eine, das Gute, Gott etc.) oder bewusstseinstheoretischer Art (die Selbstidentität, das Selbstbewusstsein, die Selbstmächtigkeit des Subjekts in freier und je erster Tathandlung etc.). Derartige Einsprüche sind meist prinzipiell begründet oder ethisch, pragmatisch oder politisch motiviert. Ob die betreffenden klassischen Theorien dabei korrekt repräsentiert oder verzeichnet werden, ist meist umstritten. Diese Fragen hängen teilweise an alternativen Methodologien etwa zu begriffsgeschichtlichen, historisch-kritischen oder hermeneutischen Methoden. Während etwa die Gadamersche Hermeneutik vorschnell die Sinnhorizonte von Autor und Rezipient identifiziere, wird deren prinzipielle Differenz betont und dies etwa mit unterschiedlichen epistemischen Ausgangspositionen begründet (Michel Foucault fasst deren epochale Gesamtheit unter den Begriff der episteme). Diese Diskussionen sind komplizierter, vielseitiger und in ihrem thematischen Kern und ihrer Ergiebigkeit umstrittener als hier darstellbar. Differenz tritt dabei jedenfalls oft als Slogan für alternative Konzeptionen auf: es geht um eine prinzipielle Differenz „des Anderen“ (je überhaupt eines noch vom ersten mit sich identischen verschiedenen, etwa eines anderen Menschen), wobei ebendiese Redeweise in eben solcher Großschreibung typisch ist; man spricht oft auch von Alterität. Differenz ist bei entsprechenden Autoren teils auch ein präzise verwendeter Fachbegriff, wie man dies Foucault oder Jacques Derrida zuschreiben könnte. Von letzterem ist auch die Wortprägung différance bekannt, mit der er die auf das gesprochene Wort zentrierte abendländisch-philosophische Tradition kritisieren will.
Etwas anders wird von „Differenz“ in präzise technischem Sinn in systemtheoretischen Entwürfen gesprochen. Für deren klassischere Fassungen ist etwa die Analyse funktionaler Differenzierungen typisch. Etwas neuere Vorschläge (prominent durch Niklas Luhmann und sein Umfeld vertreten) bringen die Operation des Unterscheidens als fundamentale Systemoperation in Anschlag: ein System unterscheidet sich von seiner Umwelt und kann mit Einheiten überhaupt nur dann hantieren, wenn es sie wiederum durch Unterscheidung herauseinzelt usw.
Teilweise direkt von beiden vorbenannten Theorieansätzen beeinflusst, teilweise in unabhängigen Traditionen stehend, interessieren sich Teile der modernen Soziologie bzw. Sozialwissenschaft oder -philosophie für gesellschaftliche und soziokulturelle Differenzen, etwa was unterschiedliche Rollenmuster und Genderfragen betrifft. Ob der Ausdruck „Differenz“ dabei einen spezifischen technischen Sinn hat, ist von den zugrundeliegenden Theorien und Methoden abhängig.